# لعوينات (لعوينات)
لعوينات هي إحدى مشيخات المملكة المغربية، تتبع جغرافيا لإقليم جرادة وإداريًا للعوينات. يقدر عدد سكانها بـ 3790 نسمة حسب الإحصاء الرسمي للسكان والسكنى لسنة 2004.